# 一ツ山レーシング
一ツ山レーシング（ひとつやまレーシング、HITOTSUYAMA RACING）は、日本のレーシングチーム。
オーナーは一ツ山幹雄。以前は兄弟でステアリングを握っていたが、現在ではプロドライバーを起用しSUPER GTをはじめとしたシリーズに参戦している。

## 沿革
1990年より全日本ツーリングカー選手権 (Gr.A)への参戦より活動を開始。BMW・M3でClass2に参戦していた。1994年からは、引き続き全日本ツーリングカー選手権 (JTCC)にBMW・318iで参戦していた。
1996年より全日本GT選手権（現SUPER GT）に参戦。当初はGT300クラスにBMW・M3で参戦していたが、2000年からはGT500クラスにステップアップしマクラーレン・F1 GTRで参戦。2004年からは同じくGT500クラスにフェラーリ・550マラネロで参戦した。また、2002年と2003年の途中まではオーナーである一ツ山兄弟が、再度GT300クラスにBMW・M3で参戦し、2005年にリニューアルオープンした富士スピードウェイを、2003年以来2年ぶりにマクラーレン・F1 GTRが登場した。
しかし、この年限りでSUPER GTから撤退を表明した。
2006年以降は、同年スタートした全日本スポーツカー耐久選手権にもエントリーの意思をいち早く表明した。マシンは前年までSUPER GTで走らせたLMGT1クラスのフェラーリ・550マラネロと、LMP1クラスの、ザイテック・05Sである。
ザイテックは、当初から速さを持っていたため、全戦でポールポジション獲得したが、信頼性に乏しく決勝はまともに走る事ができず不完全燃焼に終わった。それに対し、フェラーリのほうは2年間SUPER GTに参戦し信頼性の確保ができていたことなどから、最初の2戦では総合優勝を成し遂げた。最終戦はルマンに参戦したマシンそのものを出したランボルギーニ・ムルシエラゴの速さに追いつけず、またトラブルもあり完全優勝は成し遂げられなかったが、完走しGT1クラス初代王者に輝いた。2007年も同シリーズに参戦し、これまでどおりザイテックとフェラーリを走らせる一方で、新たにLMGT2クラスにポルシェ・911(997 GT3RSR)を投入した。この年はザイテックの信頼性が大幅に向上し、開幕から連勝してライバルの無限クラージュを下し、最終戦を待たずにしてタイトルを獲得した。また、昨年のチャンピオンのフェラーリも台数が少なく実質同クラスのライバルが不在という中であり、こちらも最終戦を待たずに2年連続タイトルを決めた。
しかし、同シリーズはこの年限りで終焉となった。
2009年に、2年間チーム活動を休止を経て再びSUPER GTに参戦することになった。マシンはアストンマーティン・DBR9を使用し、ドライバーは都筑晶裕と土屋武士が担当する。この参戦目的は、同年岡山国際サーキットで行われるアジアン・ル・マン・シリーズでのLMGT1クラス優勝であるためのテストの意味合いが強く、エアリストリクター径と最低車両重量は2009年ル・マン24時間レースのレギュレーションに沿っている。Rd.1岡山、Rd.3,7富士スピードウェイ（岡山はアジアン・ル・マン・シリーズが行なわれる＝世界ツーリングカー選手権と併催）に参戦した。
SUPER GTにおいては、ポイントを得ることができなかったが、アジアン・ル・マン・シリーズでは第2レースで優勝し、シリーズ2位になった。
2012年、SUPER GTのGT300クラスに再び参戦する事を発表した。マシンはスーパー耐久のST-XクラスやGTアジア、ILMC ズーハイ戦等で用いられたアウディ・R8 LMSであり、またドライバーにはSUPER GT史上初の女性ドライバーとしてスイス出身のシンディ・アレマンを起用することとなっている。
2014年にはアウディジャパンともパートナー契約を結びドイツのアウディスポーツからのバックアップを受ける事になり、これに伴いチーム名が「Audi Team Hitotsuyama」となった。
2016年にはシーズン途中からパフォーマンスが上向き、GT300シリーズランキング3位、FIA-GT3車両ではランキングトップを獲得した。
2019年からは新カテゴリのTCRジャパンシリーズへも参戦を開始し、2台のAudi RS 3 LMSを走らせている。SUPER GTがプロを起用した活動であるのに対して、TCRジャパンシリーズへの参戦はカスタマーをメインとした活動となっている。
また、もっと多くの人に気軽に安全にモータースポーツに参加してほしい。というチームの方針により、Audi A1 Fun Cupを自社で独自開発している。
この車両はAudi A1のロードカーの姿を残しながらも、ロールケージやバケットシート、シートベルト、消火器などを装備することでJAF規定に合致した内容となっている。一方でエンジンはほぼノーマル、そしてトランスミッションもAudi純正Sトロニックのままとすることで、AT限定免許でもドライブすることができる。
2019年はJAF公式戦の富士チャンピオンレースで年間4戦のレースが開催されていて、10台前後のA1 Fun Cupがレンタル方式で走っている。
これは「Arrive & Driveパッケージ」と呼ばれるレンタルシステムで、参加者は「ヘルメットひとつ」でサーキットへ出向くだけで、煩わしい手続きやマシンのメンテナンス、パーツ手配、陸送など、全てを事務局が代行してくれるというシステム。これによりレース初心者やビジネスマン、自分のマシンを所有するところまでは手の届かないドライバーでも簡単に参戦できるようにシステムが整えられている。
それ以外にもこのAudi A1 Fun Cupは耐久イベントや、複数台貸切レンタル、遠征レンタルなど、気軽にレンタルできるが故に様々な方法で活用されている。
2021年12月30日、2021年シーズンをもってSUPER GT参戦を休止する事を発表した

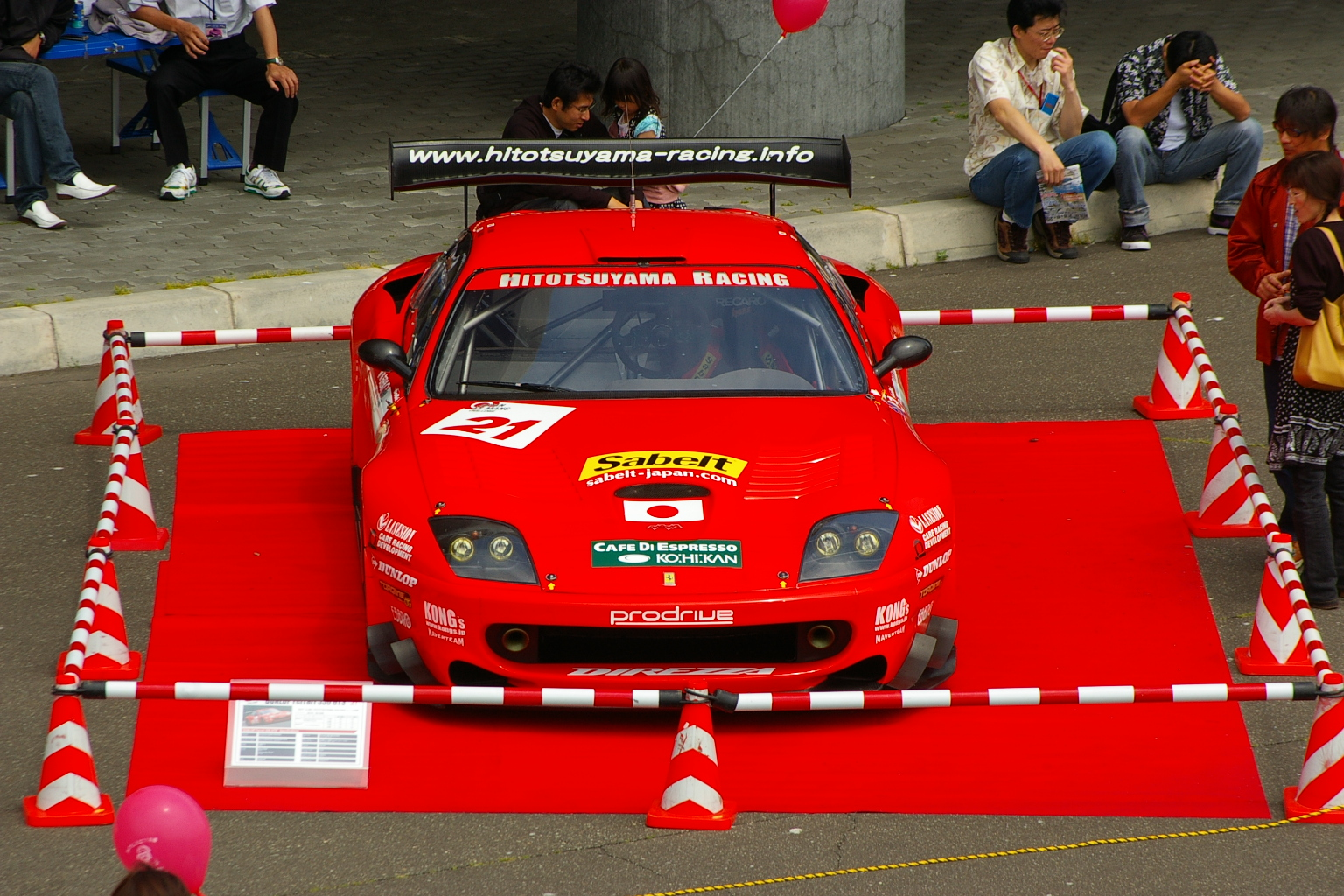
JGTC及びJLMC参戦車両(フェラーリ・550マラネロ)
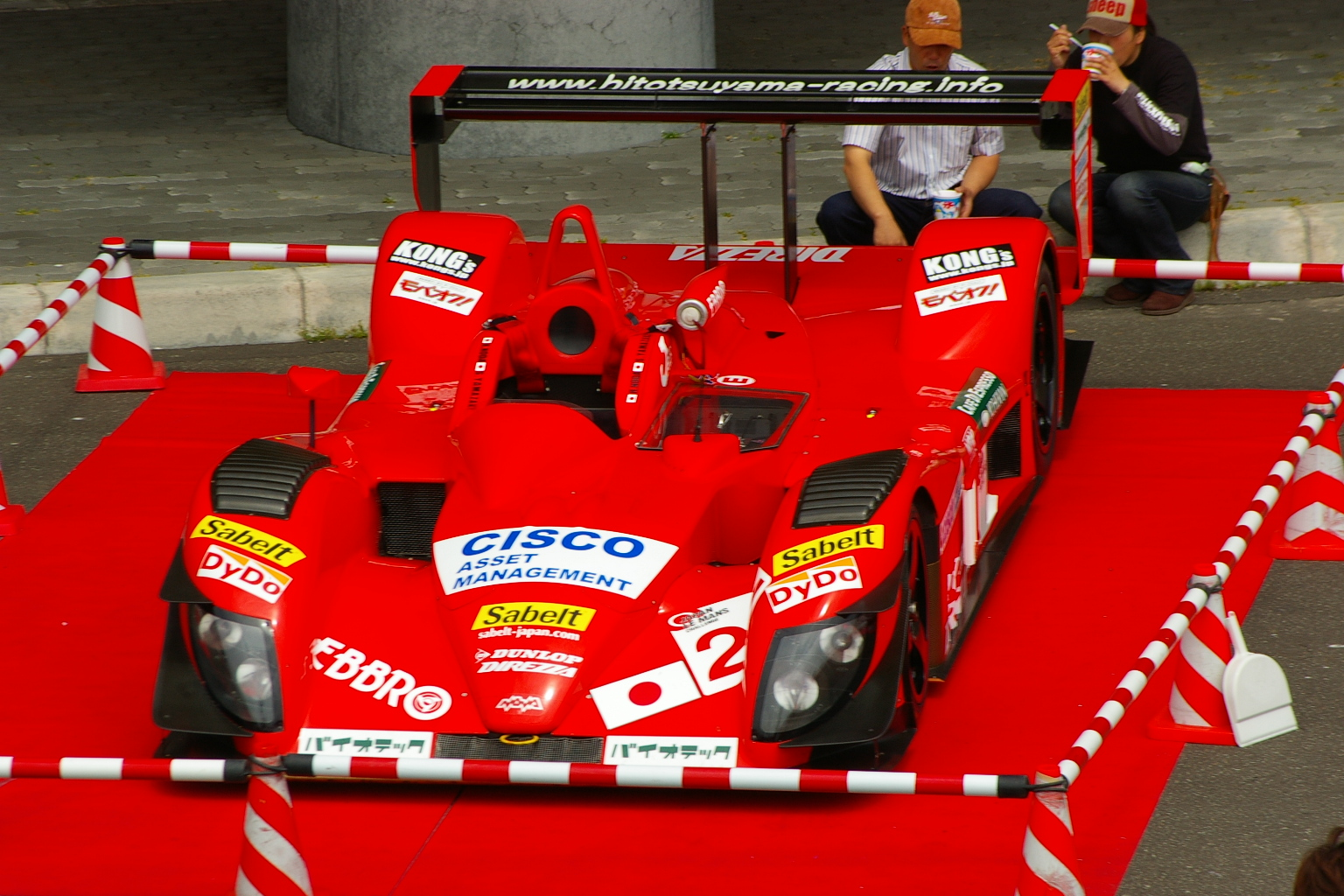
JLMC参戦車両(ザイテック・05S)
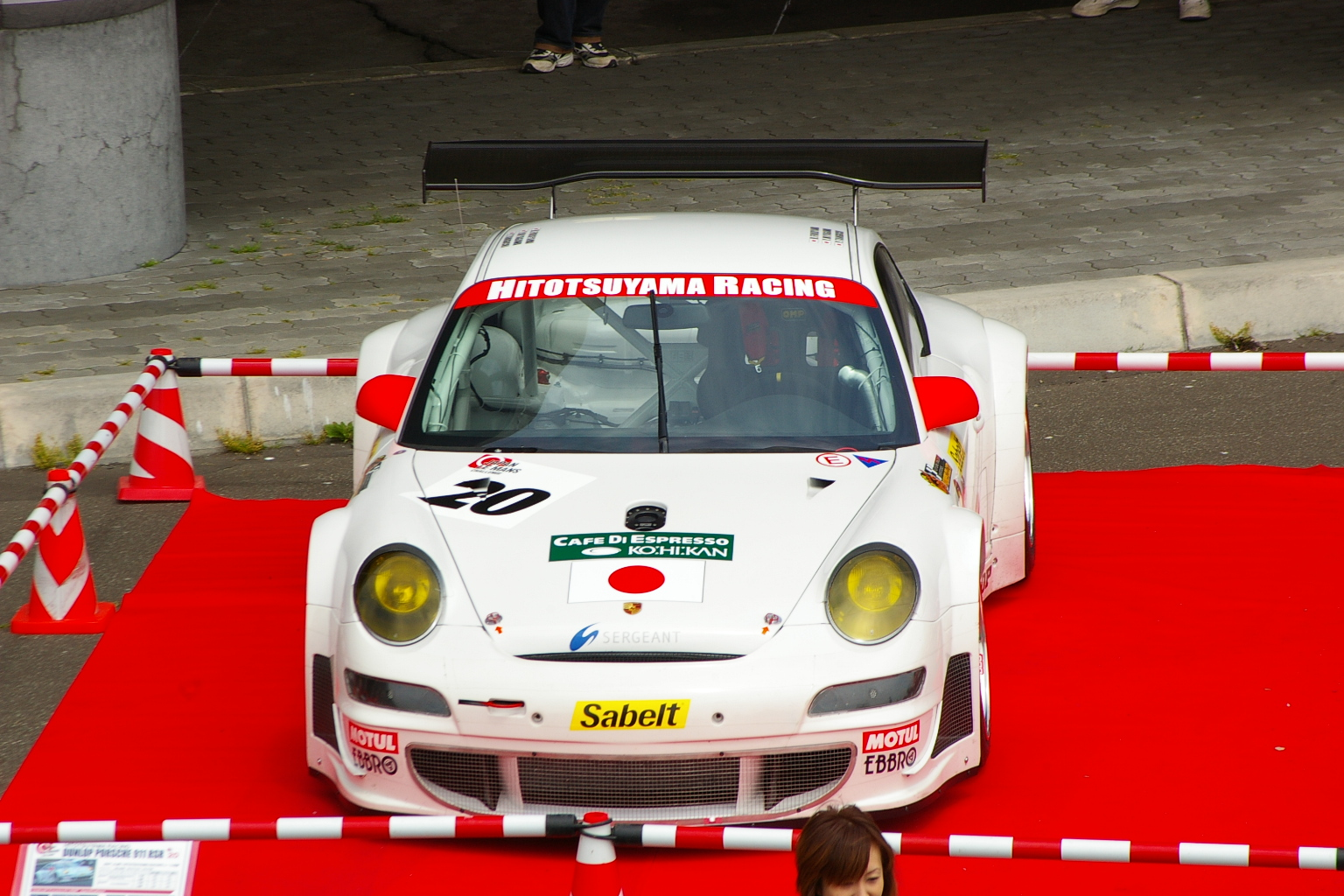
JLMC参戦車両(ポルシェ・997GT3RSR)
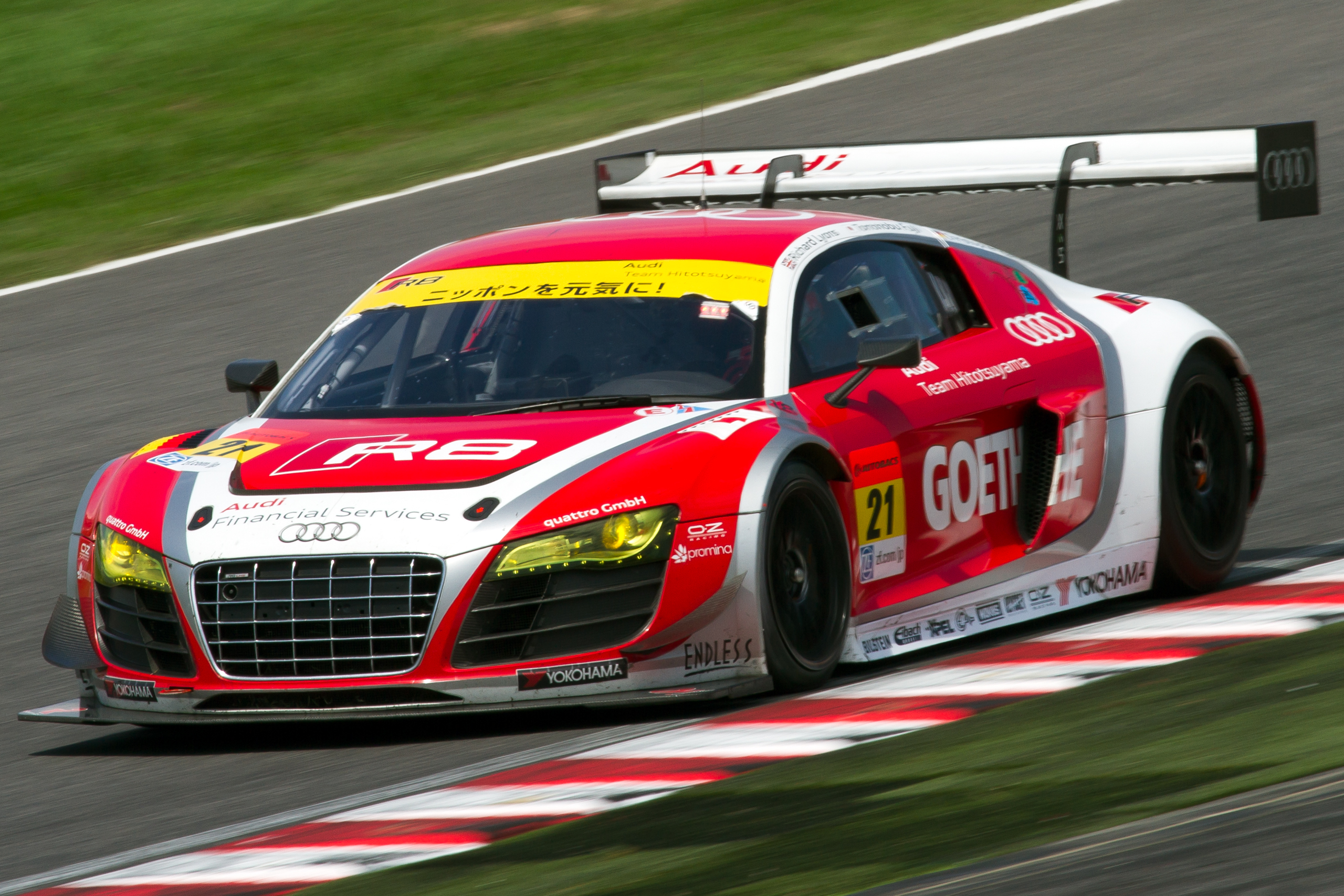
GT300参戦車両(アウディ・R8)
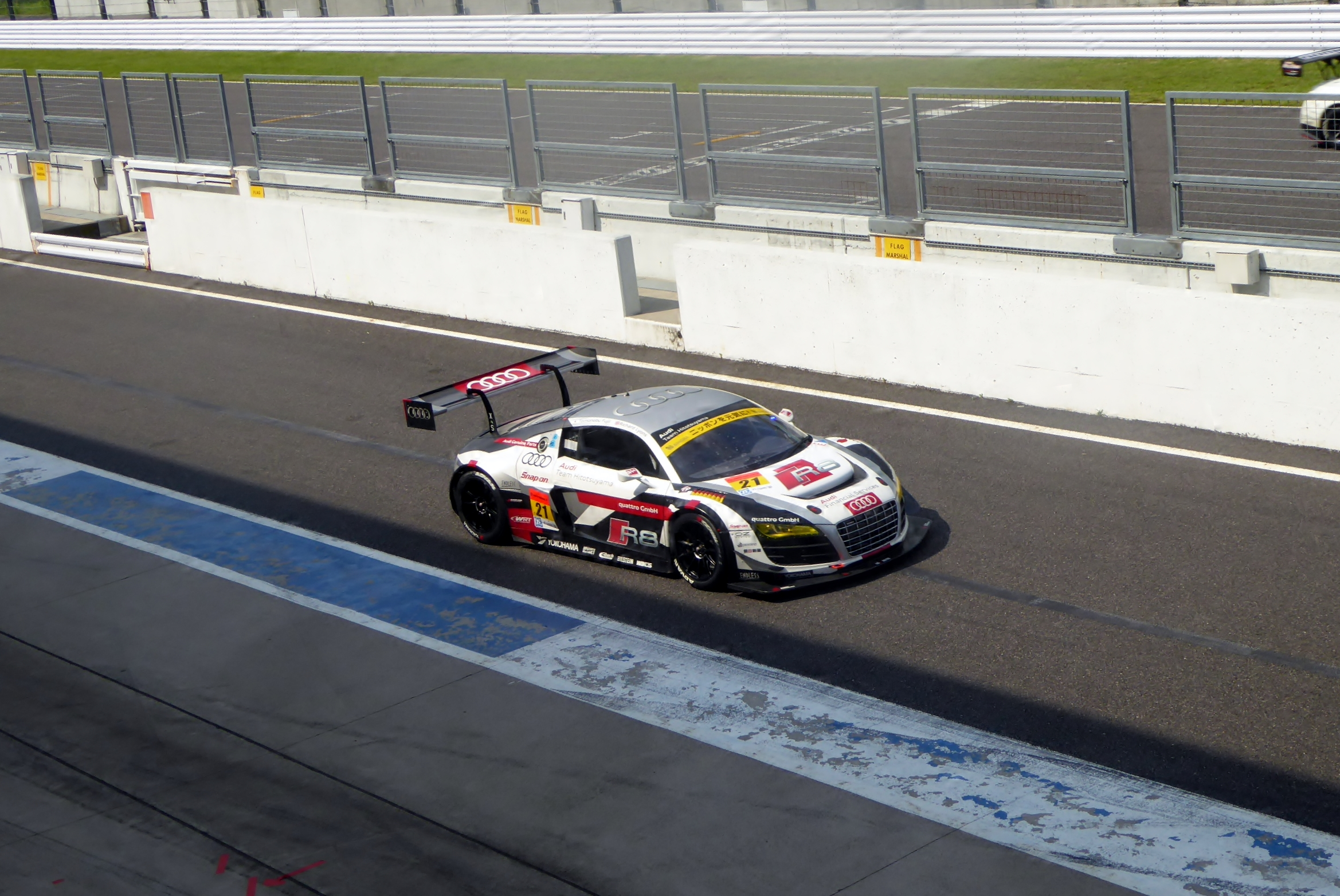
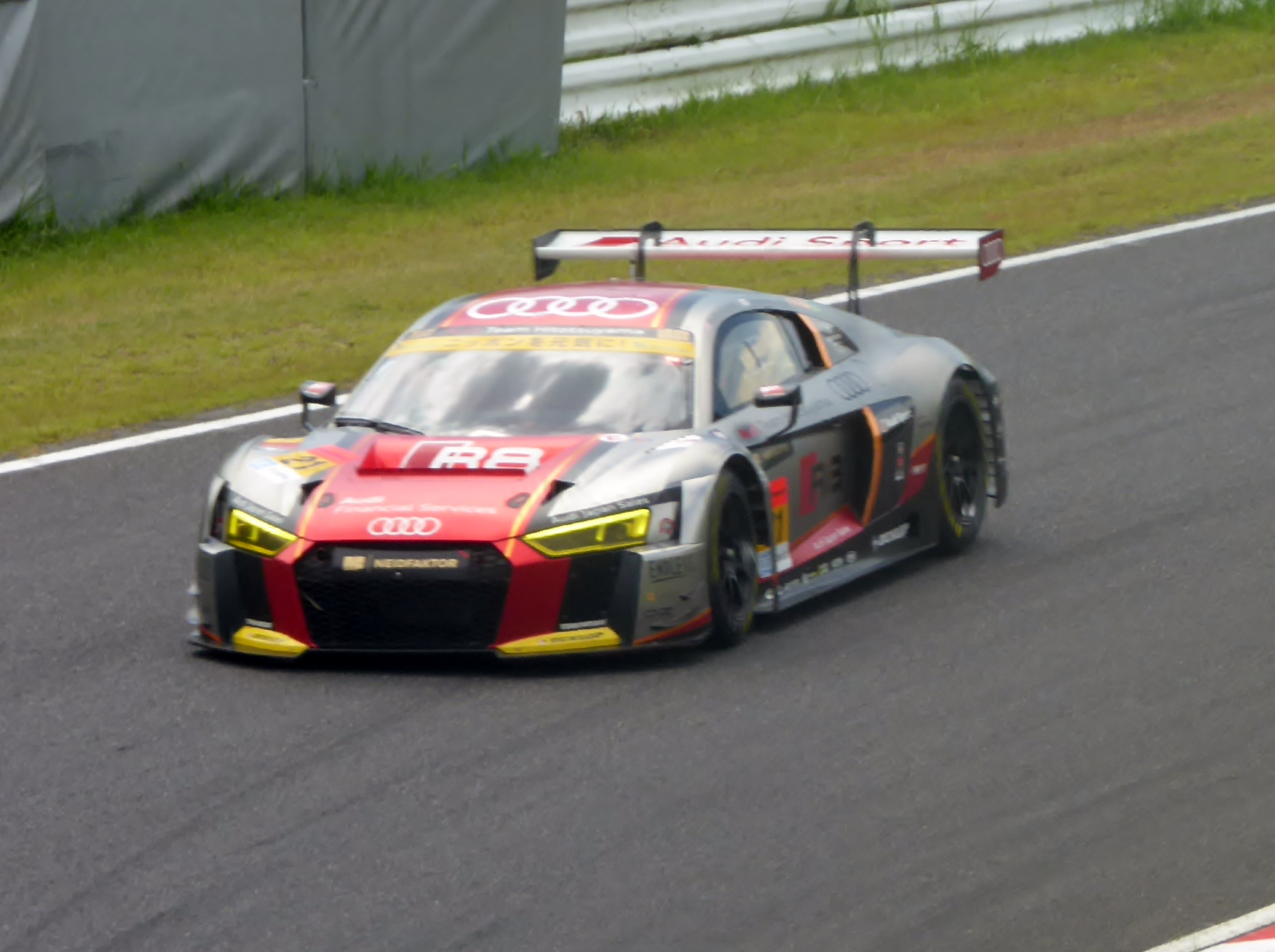

## レース戦績

### 全日本GT選手権/SUPER GT
| 年     | チーム名              | Car No.                                    | 使用車両                  | ドライバー | クラス | 1       | 2       | 3       | 4       | 5       | 6       | 7       | 8       | 9   | 順位 | ポイント |
| ------ | --------------------- | ------------------------------------------ | ------------------------- | --- | ------ | ------- | ------- | ------- | ------- | ------- | ------- | ------- | ------- | --- | ---- | -------- |
| 1996年 | HITOTSUYAMA RACING    | 21                                         | BMW・320i                 | 水野文則（Rd.1,2） → 一ツ山幹雄（Rd.3,6） 山本健嗣（Rd.1,3-6） → 一ツ山康（Rd.2,4,5）                                                                                        | GT300  | SUZ 8   | FSW Ret | SEN 6   | MIN 6   | SUG 7   | MIN 3   |         |         |     | 9位  | 31       |
| 1997年 | HITOTSUYAMA RACING    | 21                                         | BMW・320i                 | 一ツ山康（Rd.1,2,6） → 一ツ山幹雄（Rd.3-5） 木下隆之（Rd.1） → 山本健嗣（Rd.2-4,6） → 水野文則（Rd.5）                                                                       | GT300  | SUZ Ret | FSW 10  | SEN 10  | FSW Ret | MIN 11  | SUG 7   |         |         |     | 23位 | 5        |
| 1998年 | HITOTSUYAMA RACING    | 21                                         | BMW・320i                 | 一ツ山康（Rd.1,2,4,7） → 一ツ山幹雄（Rd.3,5,6） 加藤寛規（Rd.1,3-7） → 木下隆之（Rd.2）                                                                                      | GT300  | SUZ Ret | FSW C   | SEN 5   | FSW 3   | TRM 5   | MIN 5   | SUG 5   |         |     | 4位  | 44       |
| 1999年 | HITOTSUYAMA RACING    | 21                                         | BMW・320i                 | 一ツ山康（Rd.1-3,5） → 一ツ山幹雄（Rd.4,6,7） 伊藤大輔 | GT300  | SUZ 12  | FSW Ret | SUG 12  | MIN 7   | FSW 9   | TAI 14  | TRM PO  |         |     | 25位 | 6        |
| 2000年 | HITOTSUYAMA RACING    | 21                                         | マクラーレン・F1GTR       | 一ツ山幹雄（Rd.1,5,6） 一ツ山康（Rd.2-4,7） 中谷明彦 | GT500  | TRM 14  | FSW 11  | SUG Ret | FSW Ret | TAI 17  | MIN 10  | SUZ Ret |         |     | 23位 | 1        |
| 2001年 | HITOTSUYAMA RACING    | 21                                         | マクラーレン・F1GTR       | 中谷明彦（Rd.1-3,5,6） → 一ツ山幹雄（Rd.7） 木下みつひろ（Rd.1） → 一ツ山康（Rd.2-4） 服部尚貴（Rd.4-7）                                                                     | GT500  | TAI 10  | FSW 13  | SUG Ret | FSW 11  | TTM Ret | SUZ Ret | MIN 11  |         |     | 26位 | 1        |
| 2002年 | HITOTSUYAMA RACING    | 76                                         | マクラーレン・F1GTR       | 服部尚貴 田嶋栄一 | GT500  | TAI 13  | FSW 8   | SUG 6   | SEP 8   | FSW 13  | TRM 3   | MIN Ret | SUZ Ret |     | 17位 | 27       |
| 2002年 | HITOTSUYAMA RACING    | 21                                         | BMW・M3                   | 一ツ山幹雄（Rd.1,7） → 一ツ山康（Rd.2-6,8） 菊地靖 | GT300  | TAI 16  | FSW 8   | SUG 8   | SEP 19  | FSW 20  | TRM 14  | MIN Ret | SUZ Ret |     | 22位 | 6        |
| 2003年 | HITOTSUYAMA RACING    | 76                                         | マクラーレン・F1-GTR      | 五十嵐勇大（Rd.1-3） → 黒澤治樹（Rd.4-8） 田嶋栄一 | GT500  | TAI 13  | FSW 9   | SUG 12  | FSW 18  | FSW 14  | TRM Ret | AUT     | SUZ 15  |     | 20位 | 2        |
| 2003年 | HITOTSUYAMA RACING    | 21                                         | BMW・M3                   | 一ツ山幹雄（Rd.1） → 一ツ山康（Rd.2-5） 滑川健（Rd.1,2） → 松本晴彦（Rd.3-5）                                                                                                | GT300  | TAI Ret | FSW Ret | SUG 14  | FSW DNS | FSW DNQ | TRM     | AUT     | SUZ     |     | NC   | 0        |
| 2004   | HITOTSUYAMA RACING    | 21                                         | フェラーリ・550マラネロ   | 光貞秀俊 植松忠雄 | GT500  | TAI 15  | SUG DNQ | SEP 13  | TOK 16  | TRM 14  | AUT 15  | SUZ 14  |         |     | NC   | 0        |
| 2004   | HITOTSUYAMA RACING    | 20                                         | ポルシェ・911 GT3RSR      | 和田博 井上貴志 | GT300  | TAI 15  | SUG 17  | SEP 13  | TOK Ret | TRM 15  | AUT 21  | SUZ 19  |         |     | NC   | 0        |
| 2005年 | HITOTSUYAMA RACING    | 20                                         | マクラーレン・F1-GTR      | 田嶋栄一 一ツ山康（Rd.2） → 一ツ山幹雄（Rd.6） | GT500  | OKA     | FSW Ret | SEP     | SUG     | TRM     | FSW 17  | AUT     | SUZ     |     | NC   | 0        |
| 2005年 | HITOTSUYAMA RACING    | 21                                         | フェラーリ・550マラネロ   | 黒澤琢弥 光貞秀俊 | GT500  | OKA Ret | FSW Ret | SEP Ret | SUG 12  | TRM Ret | FSW 15  | AUT 13  | SUZ 15  |     | NC   | 0        |
| 2009年 | TEAM NOVA             | 21                                         | アストンマーティン・DBR9  | 都筑晶裕 土屋武士 | GT500  | OKA 14  | SUZ     | FSW 14  | SEP     | SUG     | SUZ     | FSW 14  | AUT     | TRM | NC   | 0        |
| 2012年 | Hitotsuyama Racing    | 20（Rd.1,2） →99（Rd.3-7） →77（Rd.8-FSC） | アウディ・R8 LMS          | マイケル・キム（Rd.1,4,5） → フランク・ユー（Rd.2,3,7） → イゴール・スシュコ（Rd.8-FSC） 野田英樹（Rd.1,2） → 安岡秀徒（Rd.3-5,7） → 小林賢二（Rd.2,8-FSC） 都筑善雄（Rd.5） | GT300  | OKA 18  | FSW 16  | SEP 15  | SUG DNQ | SUZ Ret | FSW     | AUT Ret | TRM 18  |     | NC   | 0        |
| 2012年 | Hitotsuyama Racing    | 21                                         | アウディ・R8 LMS          | 都筑晶裕 シンディ・アレマン（Rd.1-5） → リチャード・ライアン（Rd.5-FSC） 谷口行規（Rd.2）                                                                                    | GT300  | SUZ 9   | FSW 15  | SEP 14  | SUG Ret | SUZ 14  | FSW Ret | AUT 6   | TRM 9   |     | 16位 | 9        |
| 2013年 | Hitotsuyama Racing    | 21                                         | アウディ・R8 LMS ウルトラ | 都筑晶裕 リチャード・ライアン | GT300  | SUZ 15  | FSW Ret | SEP 14  | SUG 8   | SUZ 11  | FSW 13  | AUT 21  | TRM 21  |     | 26位 | 3        |
| 2014年 | Audi Team Hitotsuyama | 21                                         | アウディ・R8 LMS ウルトラ | 藤井誠暢 リチャード・ライアン（Rd.1,3-8） → カルロ・ヴァン・ダム（Rd.2） クリストファー・ハーゼ（Rd.6）                                                                      | GT300  | OKA 8   | FSW 14  | AUT 18  | SUG 3   | FSW 23  | SUZ Ret | CHA Ret | TRM 4   |     | 15位 | 22       |
| 2015年 | Audi Team Hitotsuyama | 21                                         | アウディ・R8 LMS ウルトラ | リチャード・ライアン 藤井誠暢 ステファン・オルテリ(Rd.2) | GT300  | OKA 3   | FSW Ret | CHA 19  | FSW 20  | SUZ 5   | SUG 13  | AUT 5   | TRM 8   |     | 14位 | 28       |
| 2016年 | Audi Team Hitotsuyama | 21                                         | アウディ・R8 LMS          | リチャード・ライアン 藤井誠暢 | GT300  | OKA 7   | FSW 7   | SUG Ret | FSW 2   | SUZ 6   | CHA 22  | TRM 1   | TRM 4   |     | 3位  | 57       |
| 2017年 | Audi Team Hitotsuyama | 21                                         | アウディ・R8 LMS          | リチャード・ライアン 柳田真孝 | GT300  | OKA 14  | FSW 14  | AUT 13  | SUG 20  | FSW 10  | SUZ Ret | CHA 23  | TRM 8   |     | 20位 | 5        |
| 2018年 | Audi Team Hitotsuyama | 21                                         | アウディ・R8 LMS          | リチャード・ライアン 富田竜一郎 篠原拓朗（Rd.2,5） | GT300  | OKA Ret | FSW 10  | SUZ 23  | CHA Ret | FSW 14  | SUG 23  | AUT 14  | TRM 11  |     | 22位 | 1        |
| 2019年 | Audi Team Hitotsuyama | 21                                         | アウディ・R8 LMS EVO      | リチャード・ライアン 富田竜一郎 アレッシオ・ピカリエッロ（Rd.2,5） | GT300  | OKA 13  | FSW 8   | SUZ 8   | CHA 13  | FSW 13  | AUT 13  | SUG 7   | TRM 27  |     | 24位 | 10       |
| 2020年 | Audi Team Hitotsuyama | 21                                         | アウディ・R8 LMS EVO      | 川端伸太朗 近藤翼 | GT300  | FSW 17  | FSW 8   | SUZ 25  | TRM 5   | FSW 14  | SUZ 1   | TRM 13  | FSW 12  |     | 11位 | 29       |
| 2021年 | Audi Team Hitotsuyama | 21                                         | アウディ・R8 LMS EVO      | 川端伸太朗 篠原拓朗 | GT300  | OKA 13  | FSW 17  | SUZ 21  | TRM 16  | SUG 25  | AUT 15  | TRM 1   | FSW 17  |     | 15位 | 20       |